# Yui Hashimoto
Yui Hashimoto (jap. 橋本 由衣, Hashimoto Yui; * 14. Mai 1990 in der Präfektur Iwate) ist eine japanische Badmintonspielerin. 

## Karriere
Yui Hashimoto belegte bei den Romanian International 2011 Rang zwei im Dameneinzel ebenso wie bei den Osaka International 2012. Bei den Polish International 2011 wurde sie Dritte im Einzel. Bei der Japan Super Series 2012 schied sie dagegen in Runde eins des Hauptwettkampfes aus, gewann dafür aber das Russia Open.